# Borrigo
Le Borrigo est un petit fleuve côtier français du département des Alpes-Maritimes, en région Provence-Alpes-Côte d'Azur, qui se jette en Mer Méditerranée à Menton.

## Géographie

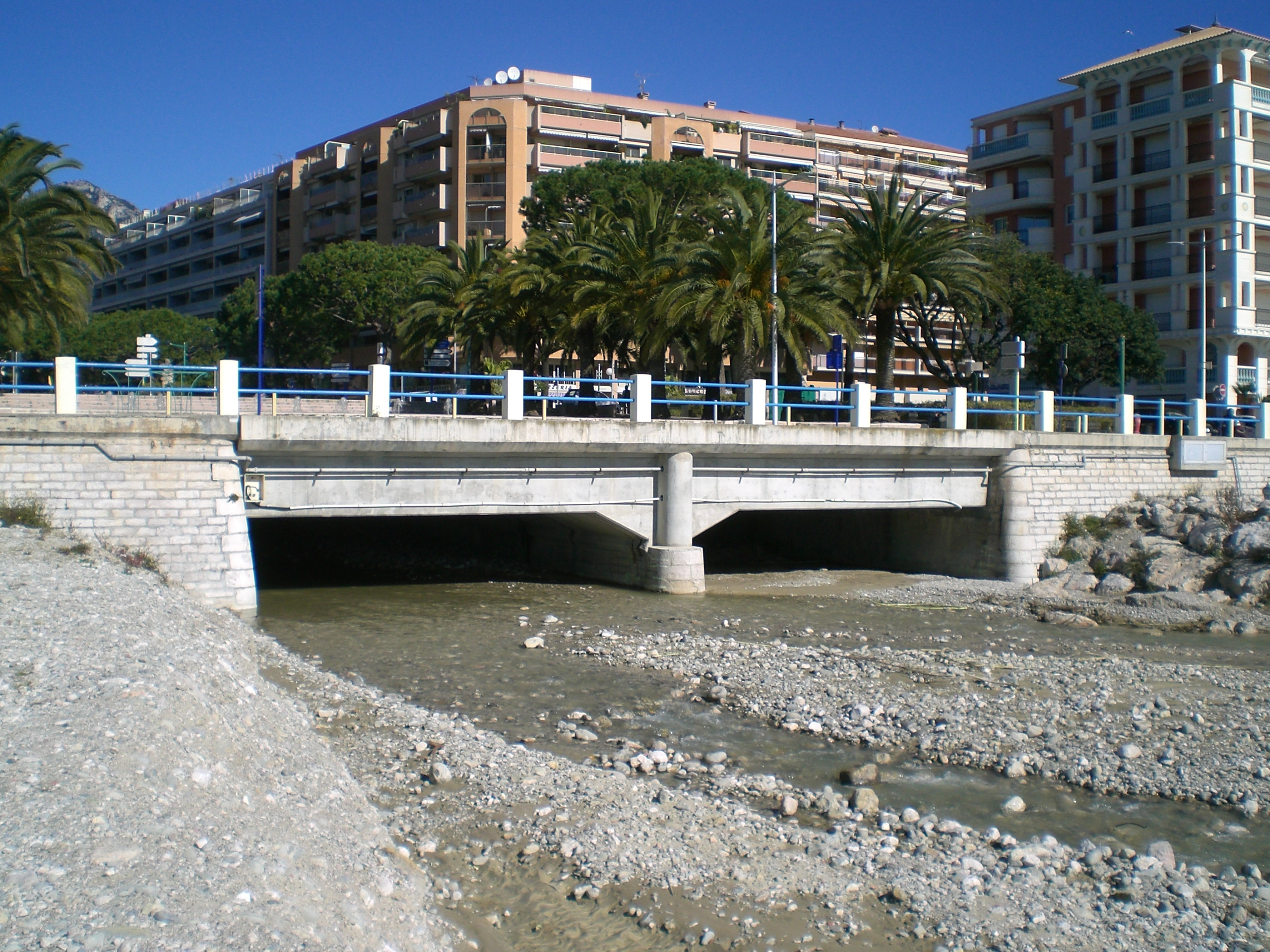
Embouchure du Borrigo à Menton côté nord

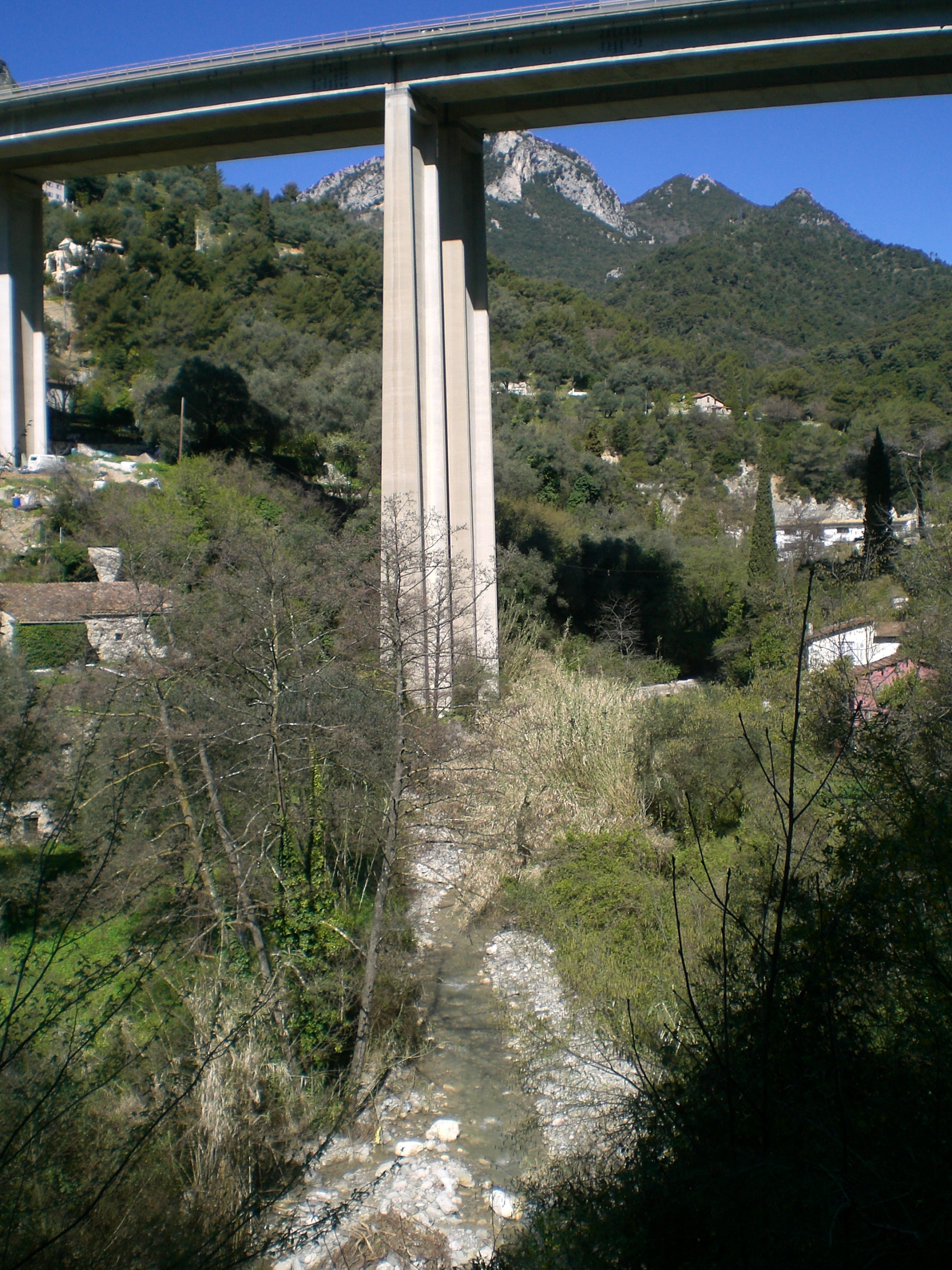
Le Borrigo à Menton sous l'autoroute A8.

De 8,4 kilomètres de longueur, le Borrigo prend sa source sur la commune de Sainte-Agnès, à 850 mètres d'altitude à moins de 500 mètres au sud-est du Mont Ours (1 239 m).
Il coule globalement du nord-ouest vers le sud-est et passe sous l'autoroute A8 dite la Provençale. Sur la partie terminale, il est couvert sous le cours René Coty - route départementale D22 - et le début de Avenue des Acacias, sur plus de deux kilomètres. Il est constitué de deux biefs d'importance sensiblement égale séparé par la cascade du Borrigo.
Il a son embouchure avec la mer Méditerranée sur la commune de Menton, à 0 mètres d'altitude, à côté de la dite 'grand plage du Borrigo'.

### Communes et canton traversés

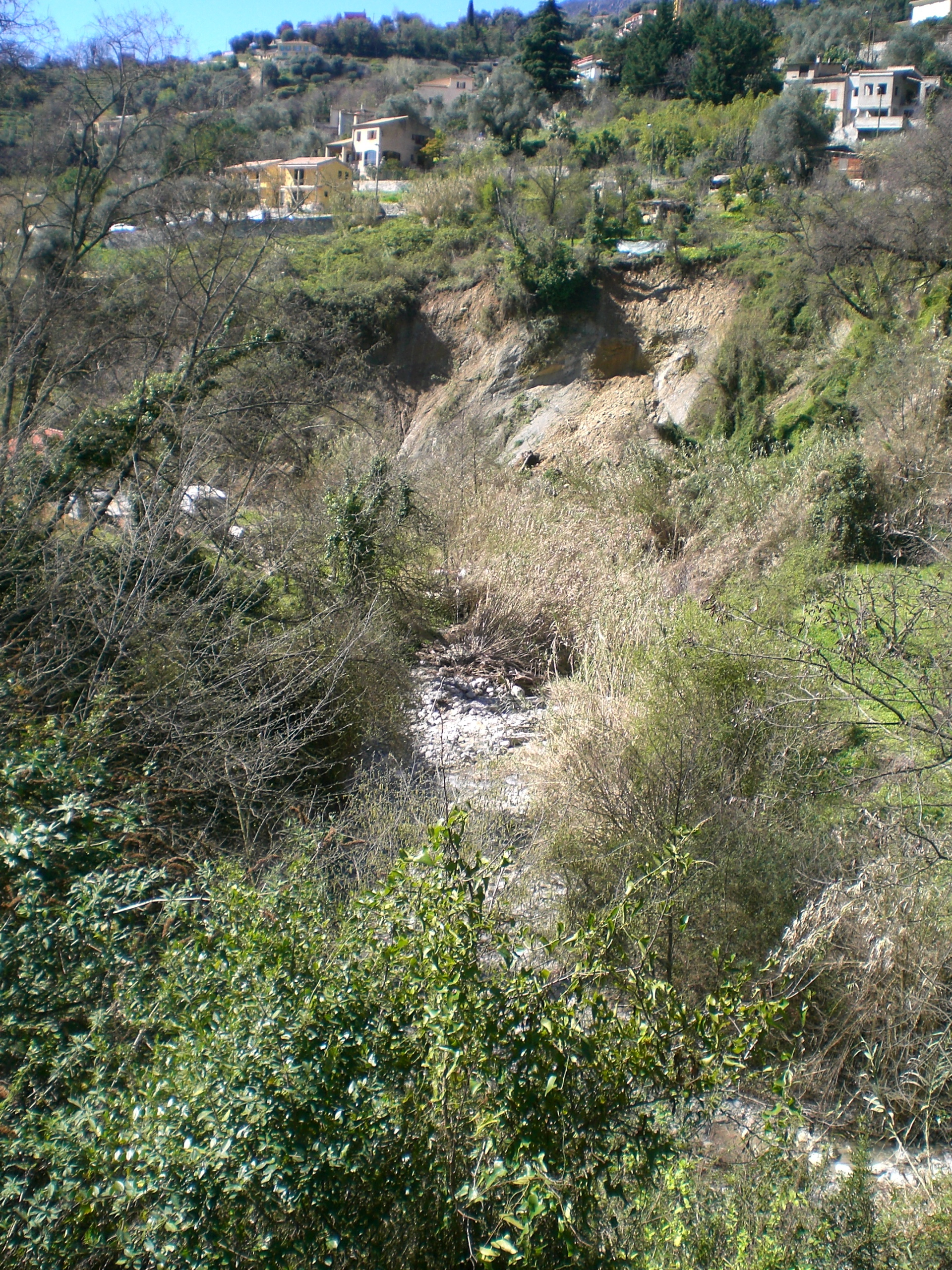
Éboulements dans la vallée du Borrigo à Menton en 2014.

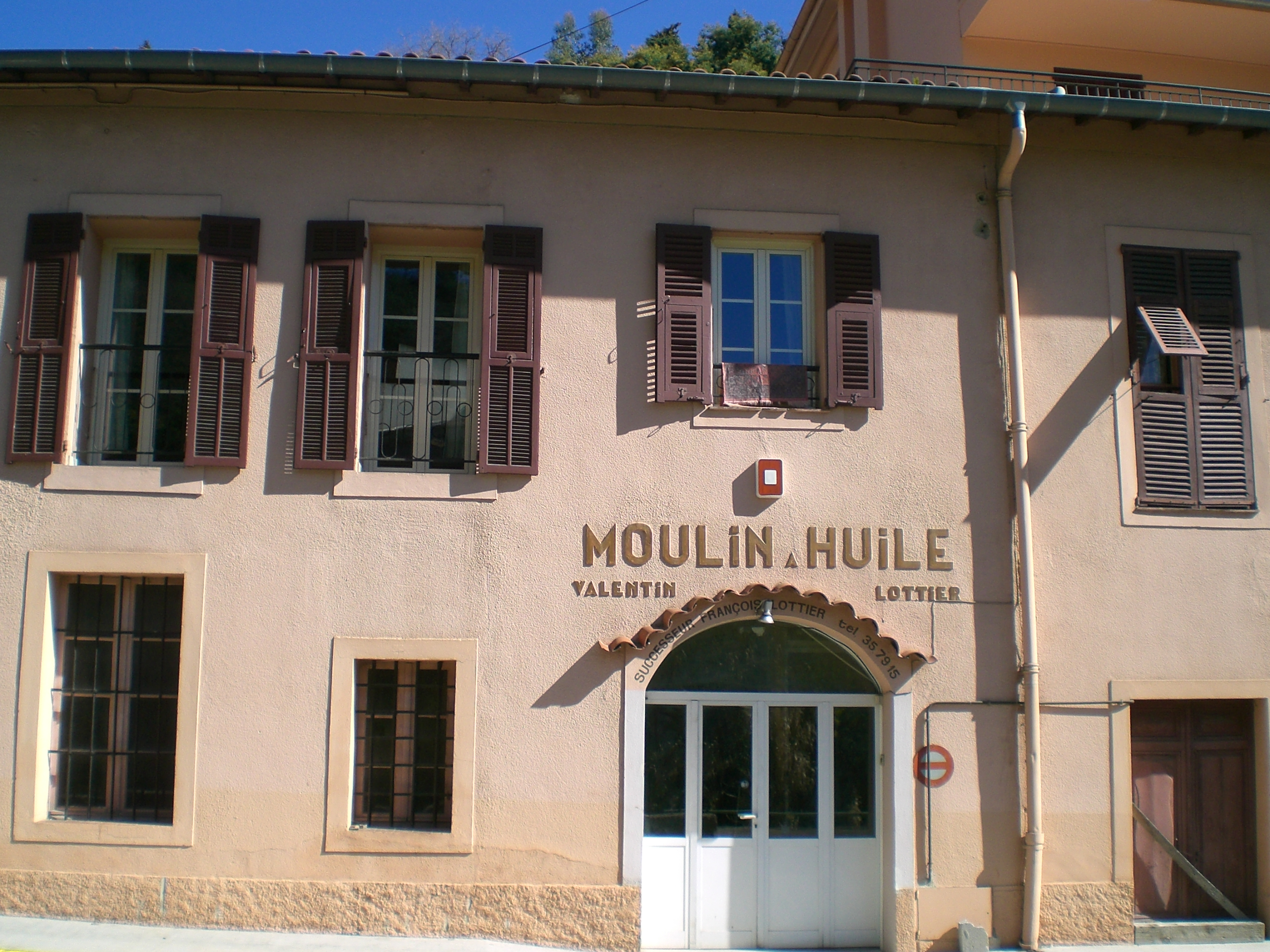
Ancien moulin à huile près du Borrigo à Menton.

Dans le seul département des Alpes-Maritimes, le Borrigo traverse les deux communes suivante, dans un seul canton, de l'amont vers l'aval, de Sainte-Agnès (source) et Menton (confluence).
Soit en termes de cantons, le Borrigo prend source et conflue dans le même canton de Menton-Ouest, dans l'Arrondissement de Nice, et dans l'intercommunalité de communauté d'agglomération de la Riviera française. 

### Bassin versant
La superficie du bassin versant « Côtiers du Paillon à la frontière italienne » (Y653) est de 95 km2,.
Les cours d'eau voisins sont la Bévéra (affluent du fleuve côtier la Roya) au nord-ouest, au nord et au nord-est, le Careï et le Fossan à l'est, la Mer Méditerranée au sud-est, sud et sud-ouest, le Gorbio à l'ouest,.

### Organisme gestionnaire
L'organisme gestionnaire est le SMIAGE ou Syndicat Mixte Inondations, Aménagements et Gestion de l'Eau maralpin, créé en le 1er janvier 2017 , et s'occupe désormais de la gestion des bassins versants côtiers des Alpes-Maritimes, en particulier de celui du fleuve le Var. Celui-ci « a été reconnu comme EPTB, avec les félicitations du jury, lors de la séance du comité de bassin de l’Agence l’eau Rhône-Méditerranée-Corse du vendredi 22 juin 2018 car il porte à la fois des politiques liées à la prévention du risque inondation et la gestion des milieux aquatiques »,.
Le SIECL ou Syndicat Intercommunal des Eaux des Corniches et du Littoral, s'occupe de la production et de la distribution d'eau potable -exclusivement, donc sans collecte et traitement des eaux usées -,.

## Affluents
Le Borrigo a un seul tronçon affluent référencé :
- le ruisseau de Pescaïre dans le vallon des Castagnins[5] (rd[note 2]), 3,8 km, sur les deux communes de Menton et Sainte-Agnès.

Géoportail rajoute :
- le Val d'Annaud (rd), sur Menton
- le ravin de Cabrolles (rg), à la limite de Menton et de Sainte-Agnès et prenant source dans la Forêt de Menton.
- le ravin de Merthéa (rg) sur la seule commune de Sainte-Agnès et confluant juste à 200 mètres en aval d'une cascade sur le Borrigo.

### Rang de Strahler
Le rang de Strahler du Borrigo est donc de deux.

## Hydrologie
Son régime hydrologique est dit pluvial méridional.

### Crues
La crue centenale est estimée à 70 m3/s par le BRGM

## Aménagements et écologie
On voit encore la trace d'un ancien moulin à huile. L'hiver 2013-2014 a été très pluvieux et de nombreux éboulements ont bloqué les routes d'accès de l'arrière pays. Le cours d'eau est référencé à Sainte-Agnès pour le canyoning

### Écologie

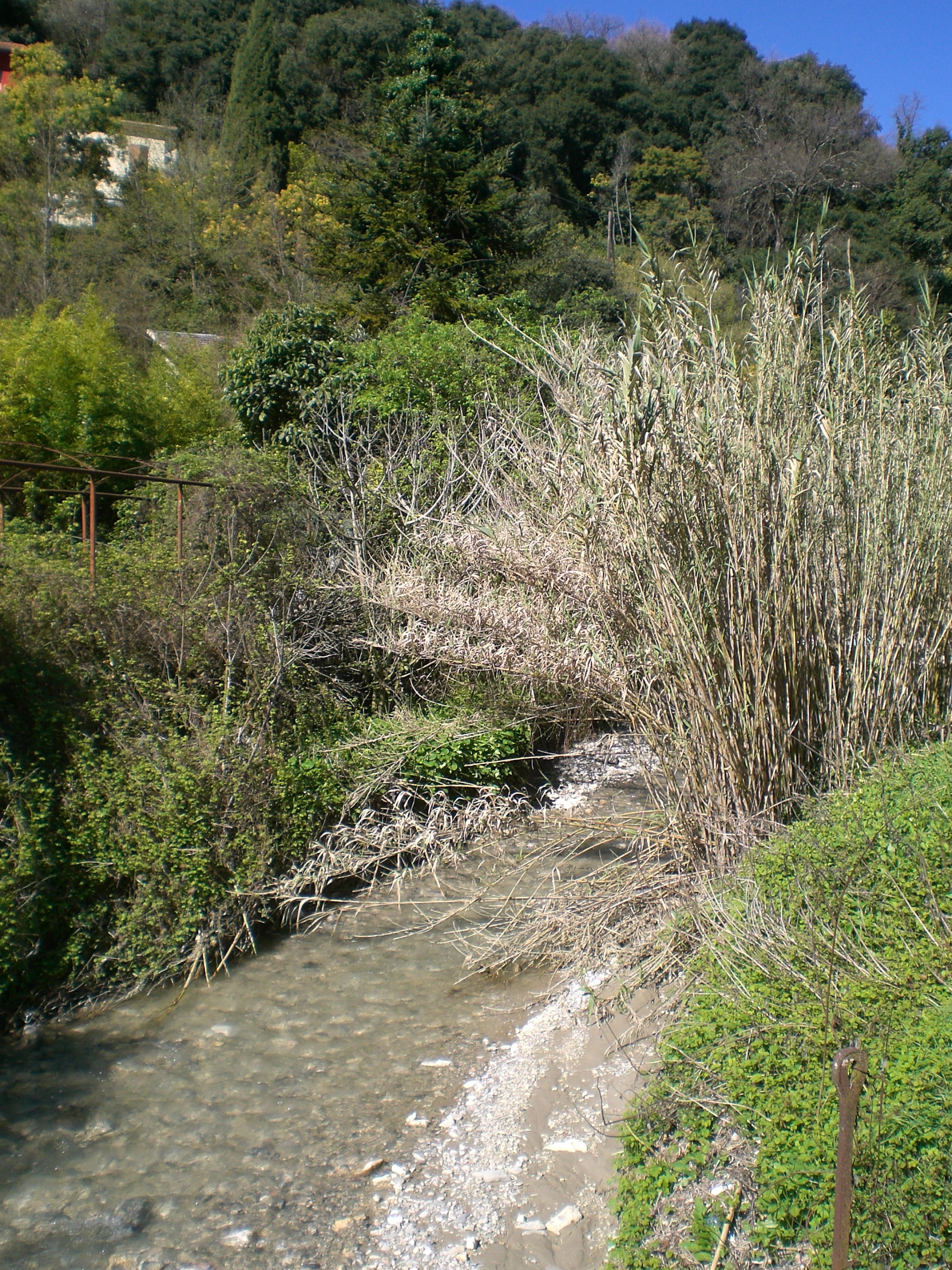
Cannes de Provence près du Borrigo à Menton.

La vallée est propice aux cannes de Provence, et les terrasses, limitant l'érosion, sont encore avec des arbres fruitiers : oliviers, citronniers et orangers.

## Notoriété
Les courses hippiques à Cagnes-sur-Mer ont un prix du Val Borrigo.